# Planungsprinzipien
Als Planungsprinzipien bezeichnete man die Anforderungen, Grundsätze und Regeln, deren Einhaltung die Planmäßigkeit der sozialistischen Volkswirtschaft in der DDR. Sie hatten den Anspruch, die „objektiven Interessen“ der Gesellschaft zu verkörpern, für die die herrschende sozialistische Partei das Definitionsmonopol hatte. Die wichtigsten Planungsprinzipien wurden erstmals von Wladimir Iljitsch Lenin ausgearbeitet. Seitdem wurden sie durch die Leistungs- und Planungstätigkeit in den sozialistischen Ländern weiterentwickelt. Die wichtigsten Planungsprinzipien waren:
- das Prinzip der Einheit von Politik und Ökonomie
- das Prinzip des demokratischen Zentralismus
- das Prinzip der Wissenschaftlichkeit
- das Prinzip der Verbindung von Fünfjahr- und Jahresplanung
- das Prinzip der Rechtsverbindlichkeit und des Direktivcharakters der Pläne
- das Prinzip der laufenden Kontrolle und Rechnungsführung über den Verlauf der Plandurchführung